# Era Jazzu
Era Jazzu – ogólnopolski cykl koncertów klubowych i galowych z udziałem gwiazd współczesnego jazzu organizowany od 1998 roku. Pomysłodawcą oraz dyrektorem projektu jest Dionizy Piątkowski. Program Ery Jazzu obejmuje zarówno koncerty wielkich gwiazd, jak i szeroką prezentację  najciekawszych jazzowych  zjawisk i trendów. I to nie tylko poprzez koncerty najwybitniejszych twórców tego gatunku, ale także poprzez liczny udział entuzjastów tej muzyki w wielu koncertowych przedsięwzięciach. Klubowe koncerty, galowe recitale w prestiżowych salach oraz  okolicznościowe wydawnictwa to najważniejsze propozycje cyklu Era Jazzu. 
Największe gwiazdy Ery Jazzu to m.in. Herbie Hancock, Keith Jarrett, Diana Krall, Marcus Miller, Al Di Meola, Dionne Warwick, John Scofield, David Murray, The Manhattan Transfer, Taj Mahal, Mariza, Angelique Kidjo, Cassandra Wilson, Diane Reeves, John Abercrombie, Steve Lacy, AACM Quartet, Birelli Lagrene, Dave Liebman, Lee Konitz, James Blood Ulmer, Ethnic Heritage Ensemble, Abbey Lincoln, Dee Dee Bridgewater, Dino Saluzzi, The New York Voices, Jan Garbarek & The Hilliard Ensemble, kwartet Oregon, The Kronos Quartet, Orkiestra Kameralna PR pod dyr. Agnieszki Duczmal & Al Di Meola, Patricia Barber, Jacky Terrasson, Jacques Loussier Trio, Larry Coryell, Flora Purim, Airto Moreira, Joe Zawinul, Wayne Shorter...
Koncerty Ery Jazzu mają charakter ogólnopolski: prezentowane są w wielu miastach Polski (Poznań, Warszawa, Gdańsk, Kraków, Wrocław, Lublin, Łódź, Szczecin, Toruń...). Prezentacje odbywają się w Warszawie - Sala Kongresowa, Teatr Palladium, Studio Polskiego Radia S-1, Teatr Roma; w Poznaniu - aula UAM, Teatr Wielki, Pałac Działyńskich; we Wrocławiu - Filharmonia Wrocławska, Teatr Polski). Recitale Ery Jazzu (np. trasa koncertowa Jana Garbarka oraz The Hilliard Ensemble) prezentowana była (dla wielotysięcznej publiczności) w katedrach i bazylikach (np. Katedra w Oliwie, kościół Mariacki w Krakowie). Koncerty plenerowe (np. Tribute To Glenn Miller Orchestra) prezentowano na wrocławskim Rynku oraz w poznańskim Parku Wilsona. Niezwykły koloryt i środowiskowy prestiż mają koncerty klubowe Ery Jazzu np. w poznańskim klubie Blue Note. Koncerty Ery Jazzu retransmitowała TVP (np. Kronos Quartet, Gato Barbieri, Dino Saluzzi & Al Di Meola, Al Di Meola & Amadeus).  